# Marie Marguerite Bihéron
Marie Marguerite Bihéron auch Marie Catherine Biheron (* 17. November 1719 in Paris; †  18. Juni 1795 in Paris) war eine französische Künstlerin sowie Zeichnerin und Bildnerin von anatomischen Wachspräparaten.

## Leben und Wirken
Bihéron war die Tochter eines französischen Apothekers aus Mamers. Sie studierte Illustration am Jardin du Roi und bei Françoise Basseporte.
Basseporte riet ihr, mit der Herstellung von künstlichen anatomischen Modellen aus Wachs zu beginnen. Bihéron fand dann die Bestätigung für ihr späteres Tun durch eine Reise nach London, hielt man doch diese Art von künstlerischer Tätigkeit in ihrem französischen Umfeld zunächst für eine Frau als zu unattraktiv und unangenehm. Sie lernte dort den Anatomen William Hunter und den Chirurgen William Hewson (1739–1774) kennen. Sie hielt sich auch zu späteren Zeiten regelmäßig in London auf.
Zur Beschaffung geeigneter Leichen für die anatomischen Studien war Bihéron gezwungen, sich der Hilfe des Militärs zu bedienen. Wegen der schnellen Verwesung der Präparate ging Bihéron von der anfänglich nur zeichnerischen Darstellung zur Schaffung von Wachspräparaten über. 
In den anatomischen Wachsmodellationen entwickelte sie eine außerordentliche Fertigkeit. Der berühmte Arzt Villoisin und der Botaniker Bernard de Jussieu waren davon beeindruckt, und beide förderten ihre Arbeit. Im Jahre 1759 lud der Chirurg und Enzyklopädist Sauveur François Morand sie ein, ihre Arbeiten auch in der Académie des sciences vorzuführen. Sie wurde dort erneut im Jahre 1770 eingeladen, um ein innovatives, sehr detailliertes und naturgetreues Modell einer schwangeren Frau und eines Fötus zu demonstrieren; ein komplettes Modell mit beweglichen und herausnehmbaren Teilen. 1771 präsentierte sie zum dritten Mal ihre Werke in der Académie des sciences, wo auch der Kronprinz von Schweden, Gustav III., ihre Arbeiten begutachtete.
Ihre Modelle erreichten internationalen Ruf sowohl wegen ihrer großen anatomischen Genauigkeit als auch wegen ihrer Realitätsnähe, und weil sie offenbar ein Verfahren zur Herstellung der Wachsmodelle entwickelt hatte, bei dem das Wachs bei Zimmertemperatur und darüber hinreichend fest blieb. Darüber hinaus schuf Bihéron auch Modelle von Pilzen für den mit ihr befreundeten Jacques Barbeu-Dubourg. Der Botaniker Barbeu-Dubourg hatte diese im Jahre 1767 beschrieben.
Da die Académie des sciences Frauen nicht unterstützte, war Bihéron gezwungen, ihren Lebensunterhalt selbst zu verdienen, indem sie Ausstellungen veranstaltete, ihre Modelle verkaufte sowie Lehrveranstaltungen über die menschliche Anatomie hielt. Sowohl der König von Dänemark als auch Kaiserin Katharina II. von Russland kauften ihre Wachsmodelle. Für eine Ausstellung ihrer wächsernen Körper im Jahre 1761, die in ihrer Wohnung in der Rue Vieille-Estrapade unweit der Rue des Poules stattfand, warb sie mit einer Broschüre unter dem Titel Anatomie Artificielle. Bihéron stellte Modelle aus, die anatomische Strukturen einschließlich der inneren Organe mit einer hohen Präzision zeigten. 
Bihéron zog zeitweise nach England, weil es in Frankreich Frauen nicht erlaubt war, Anatomie zu lehren. Unter ihren englischen Studenten war John Hunter, ein schottischer Arzt und Chirurg, der später große Fortschritte auf dem Gebiet der Chirurgie einleitete. Bihérons anatomischer Unterricht soll entscheidend für seine späteren Studien gewesen sein, und einige Abbildungen in seinen Lehrbüchern stammen wahrscheinlich von Bihéron. 
Der Schriftsteller und Philosoph Denis Diderot besuchte ihre anatomischen Veranstaltungen, um sein Spätwerk Éléments de physiologie (1774) auf eine fundierte Basis zu stellen. 
Sie traf Benjamin Franklin während seines Aufenthaltes 1767 in Paris und blieb mit ihm in engem Kontakt. Im Jahre 1775 begleitete sie den Großneffen von Benjamin Franklin, Jonathan Williams (1751–1815), bei seinem Aufenthalt in Paris.

## Werke (Auswahl)
- Anatomie artificielle Annonce de l’exposition publique de pièces d’anatomie. Impr. de P. A. Le Prieur, Paris (1761), Digitalisat auf Gallica.